# Xian de Yun (Hubei)
Pour les articles homonymes, voir Yun.
Le xian de Yun (郧县 ; pinyin : Yún Xiàn) est un district administratif de la province du Hubei en Chine. Il est placé sous la juridiction de la ville-préfecture de Shiyan.

## Démographie
La population du district était de 580 000 habitants en 2004.